# Фергюсон, Джон (хоккеист)
Джон Фергюсон (англ. John Ferguson Sr., 5 сентября 1938, Ванкувер, Британская Колумбия — 14 июля 2007, Уинсор, Онтарио) — канадский хоккеист. Обладатель Кубка Стэнли в составе «Монреаль Канадиенс» (1965, 1966, 1968, 1969, 1971).

## Биография
Рано, в возрасте девяти лет, потерял отца.
В детстве увлекался лошадьми, играл в лакросс. Заинтересовавшись хоккеем, сознательно выбрал себе роль тафгая, увидев, что талантливых игроков грубо бьют во время игр, и никто не может этому противостоять.
В профессиональном хоккее начинал в Американской хоккейной лиге. Выступал за «Ванкувер Кэнакс».
В НХЛ с сезона 1963/64 года. Выступал за «Монреаль Канадиенз». Играл в нападении слева.
В 440 матчах забил 129 шайб и сделал 144 результативные передачи. Дважды попадал в Матч всех звёзд НХЛ (1965, 1967).
Отличался высокой агрессивностью. Его персональной задачей в «Монреале» было защитить капитана Жана Беливо от агрессивных защитников — всего через двенадцать секунд после своего первого выхода на лёд за «Монреаль» он подрался с Тедом Грином из «Бостон Брюинз» и победил в той схватке. В финальных играх Кубка Стэнли в сезоне 1968/69 года Фергюсон в 14 играх получил на 80 минут штрафного времени, наибольшее по продолжительности время, полученное одним хоккеистом в финальных играх одного сезона. До этого в ходе основного турнира он имел 185 минут штрафного времени в 71 игре, тоже рекорд НХЛ для левого крайнего нападающего за один сезон. Общий итог — 1052 штрафных минуты в 440 играх. В опросе среди тренеров НХЛ, проведённым газетой «Торонто Стар» в марте 1971 года, Фергюсон был признан «первым драчуном» канадского профессионального хоккея. Ходили слухи, что его неожиданный выход на пенсию в 1971 году создал такие проблемы для «Монреаля», который начали терзать другие команды, что генеральный директор Сэм Поллок хотел вызывать его обратно.
Фергюссон высказывал желание сразиться с чемпионом Канады по боксу в супертяжелом весе Джорджем Чувало и был готов выйти на ринг, но «Монреаль» не дал ему разрешения.
С 1972 года на тренерской работе. Был помощником Гарри Синдена в хоккейной суперсерии СССР — Канада 1972 года. Отметился как инициатор преднамеренного травмирования игрока сборной СССР Валерия Харламова, которого канадцы не могли сдержать в рамках правил.
В последующие годы он стал главным тренером, а затем генеральным менеджером «Нью-Йорк Рейнджерс». В 1978 году он переманил в свою команду Андерса Хедберга и Ульфа Нильссона из «Виннипег Джетс» Всемирной хоккейной ассоциации. Оба были лучшими игроками «Джетс». Фергюсон прекратил тренировать в 1977 году и был уволен с должности генерального менеджера в 1978 году, после чего стал генеральным менеджером «Джетс», а с 1979 года — в Национальной хоккейной лиге.
В начале 1990-х работал в «Оттава Сенаторз» в качестве директора по персоналу. Ему приписывают открытие Даниэля Альфредссона.
В последние годы своей жизни жил в Виндзоре, Онтарио, чтобы быть ближе к лошадям.
В сентябре 2005 года у Фергюсона диагностировали рак простаты. «Мой отец боролся с раком в том же духе, в котором он играл в хоккей», — сказал Фергюсон-младший.
Он умер 14 июля 2007 года. У него остались жена Джоан и дети Джон-младший (бывший генеральный директор «Торонто Мейпл Лифс»), Кэтрин, Крис и Джоанн.